# 西山重良
西山 重良（にしやま しげよし、1950年9月24日 - ）は、日本の銀行家。みずほ証券株式会社元代表取締役副社長。

## 人物
1973年、上智大学外国語学部英語学科卒業。同年4月、株式会社第一勧業銀行（現・みずほフィナンシャルグループ）に入行。同行において、国際業務やM&A等の投資銀行業務に長年従事。2000年、みずほ証券株式会社に入社し、同社常務執行役員に就任。2005年、同社取締役副社長に就任。投資銀行部門、エクイティ部門、IT部門を担当。2008年、同社代表取締役副社長から退任。
2008年、株式会社データ・キーピング・サービス代表取締役社長に就任。
2012年、株式会社横河ブリッジホールディングス監査役に就任。

## 略歴
- 1973年、上智大学外国語学部英語学科卒業後、同年4月、株式会社第一勧業銀行（現・みずほフィナンシャルグループ）入行
- 1999年、同行投資銀行部長
- 2000年、みずほ証券株式会社常務執行役員
- 2005年、同社取締役副社長
- 2008年、同社理事